# Castello di Orava
Il Castello di Orava (in slovacco: Oravský hrad o Oravský zámok, in ungherese Árva vára), è situato su una collina rocciosa che sovrasta il fiume Orava nei pressi del villaggio di Oravský Podzámok in Slovacchia. Viene considerato uno dei castelli più belli della regione. Fu costruito all'epoca del Regno di Ungheria nel XIII secolo. Molte scene del celebre film muto Nosferatu il vampiro del 1922 furono girate qui, in quanto il castello fu scelto per rappresentare la residenza transilvana del Conte Orlok.
Il castello di Orava sorge sul sito di un'antica fortificazione militare in legno, costruita a scopo difensivo dopo la prima invasione dell'Ungheria da parte dei Mongoli nel 1241. Da allora la sua storia è stata costellata di costruzioni, ricostruzioni, distruzioni, incendi, cambi di proprietà e litigi territoriali. L'aspetto originario della struttura era in stile romanico e gotico; successivamente venne ricostruita in stile rinascimentale e neogotico, ampliandosi abbracciando la forma dello sperone di roccia di 520 metri su cui poggia.
Il magnate minerario della famiglia Thurzo, che acquisì la proprietà a metà del XVI secolo, fu responsabile di una grande quantità di lavori di ristrutturazione, anche se la forma attuale del castello non fu completata fino al 1611. Un incendio danneggiò gravemente la struttura nel 1800, e non venne più usata come residenza. Dopo un lungo periodo di incuria e abbandono, dalla fine della seconda guerra mondiale, il castello è diventato monumento nazionale e meta turistica.

## Storia

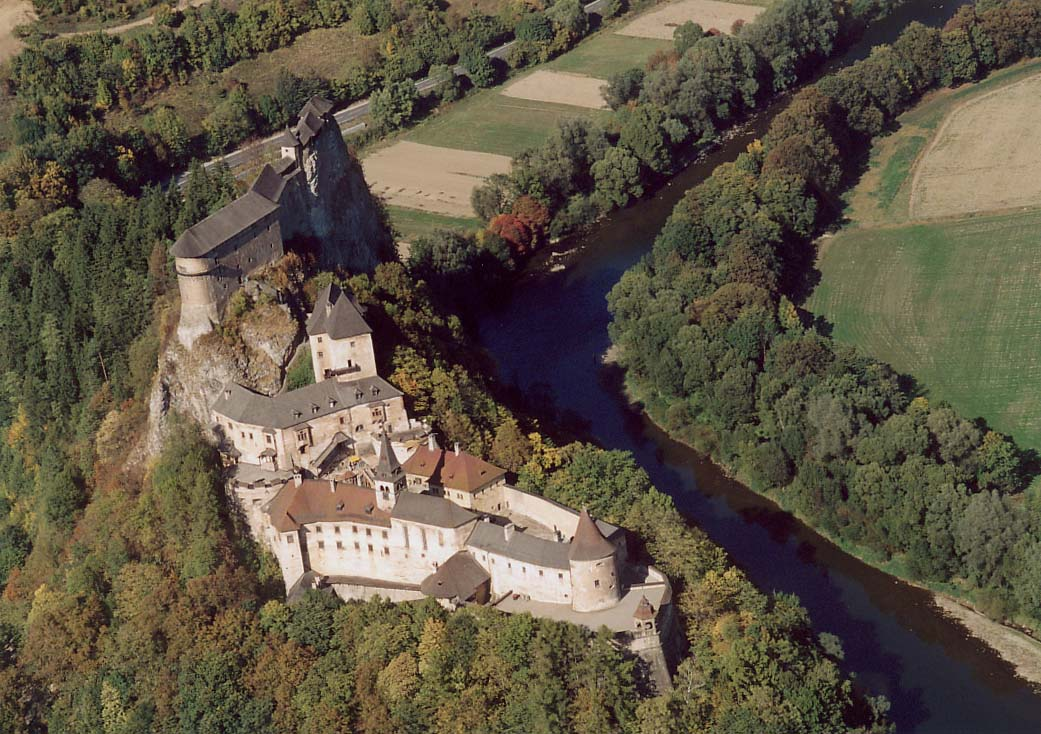
Veduta dall'alto del castello di Orava

### Origine
La formazione rocciosa naturale conosciuta come "rupe del castello" - uno sperone calcareo di 112 metri di altezza, circondato dal fiume Orava e dal suo affluente destro Račová - era un'area abitata fin dalla preistoria. Durante la sua storia si evolse da semplice struttura difensiva in legno a forte in pietra e infine divenne un castello, del quale la prima testimonianza scritta risale al 1267. A quel tempo solo il piano terra era costruito in pietra, mentre i piani superiori erano ancora fatti di legno.
Nel 1370, in quanto parte del regno d'Ungheria, il castello divenne il centro della contea di Árva. Dopo il 1474, Mattia Corvino diede ordine di costruire una piazza e un'ala residenziale nel castello. Nel 1534 Jan di Dubovec ottenne il castello e divenne Signore della contea. Iniziò a ristrutturare il castello aggiungendovi nuove fortificazioni. Egli fece erigere una torre semicircolare nella zona superiore e nel 1539 due grandi fortificazioni rotonde per posizionarvi dei cannoni nella zona mediana della struttura. La minaccia di un'invasione da parte dei turchi fu la ragione della costruzione di queste nuove fortificazioni.

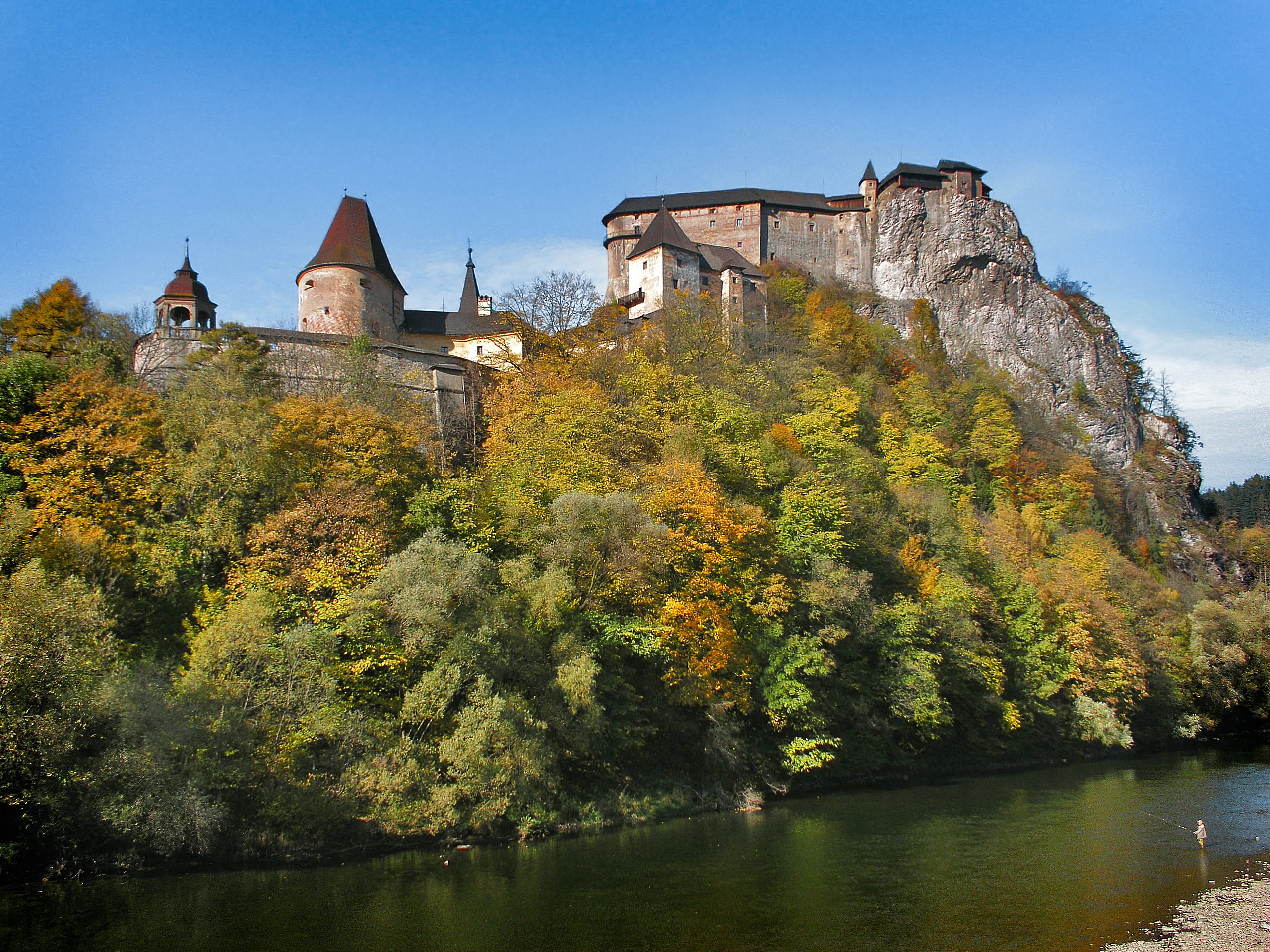
Veduta del castello

Alla morte di Jan di Dubovec, i suoi eredi litigarono sull'eredità e la situazione divenne così grave che il castello finì per essere adibito a magazzino. Fu quindi acquistato dal magnate minerario Ferenc Thurzo, che avviò una massiccia opera di ristrutturazione.
Anche György Thurzo fece eseguire importanti lavori di riparazione. Uno dei primi fu la costruzione di un tunnel a collegamento di entrambe le porte del castello, sopra il quale si costruì una grande terrazza. Quindi, spostò i quartieri abitativi e l'edificio della cappella. L'arredamento interno della cappella venne risistemato in un gusto più adatto ai nuovi proprietari del castello. Una delle caratteristiche più celebri di questo periodo è la tomba rinascimentale di György Thurzo, risalente agli inizi del XVII secolo, e l'altare barocco costruito tra il 1751 e il 1752.

### Abbandono, incendio e museo

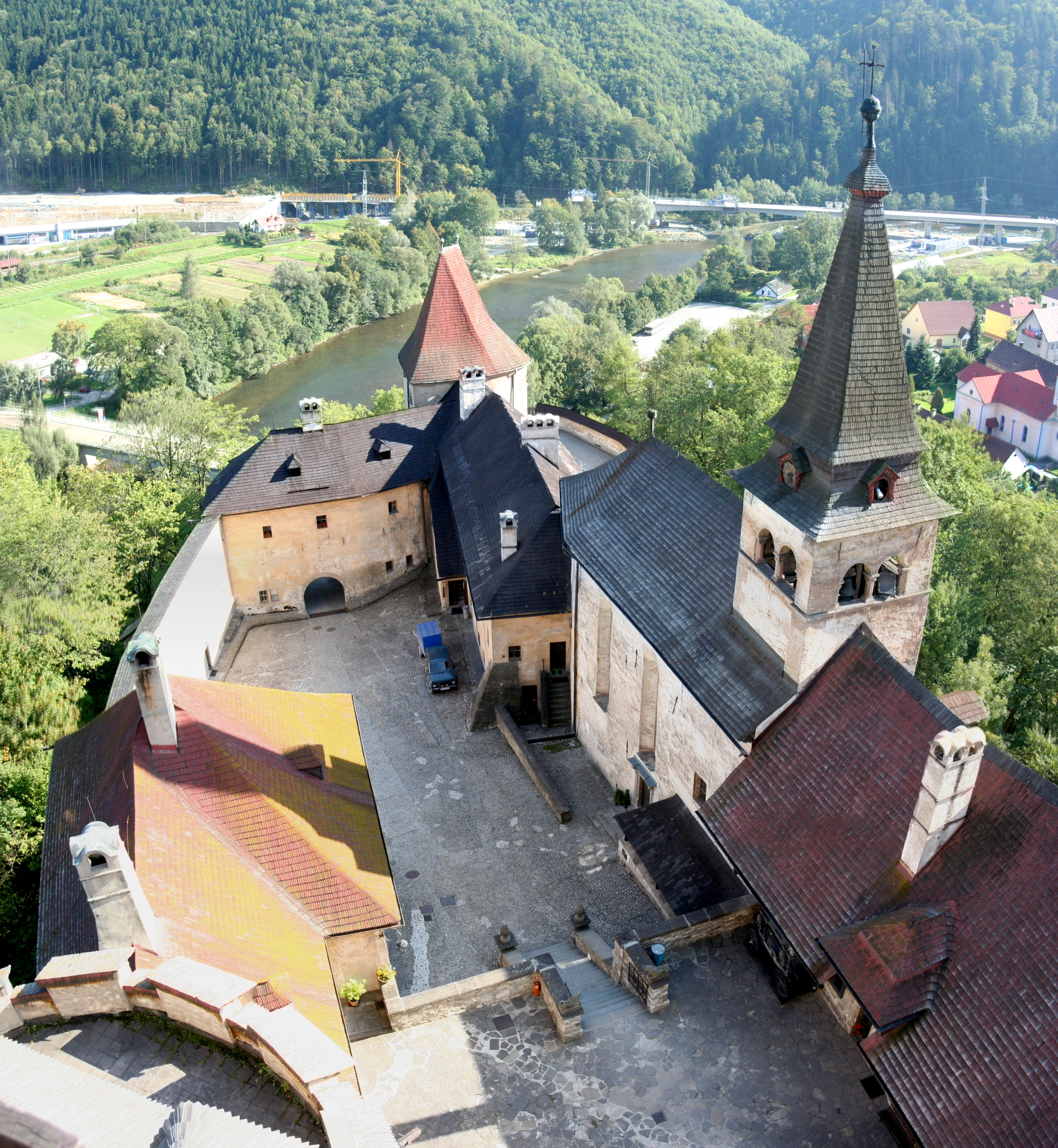
Veduta del castello

Dopo la morte di Erzsébet Czobor, vedova di György Thurzo, il castello divenne proprietà delle figlie della coppia, che affidarono la tenuta all'amministrazione di esterni. A causa dei cambiamenti politici, sociali ed economici, gradualmente il castello perse la sua rilevanza funzionale a scopo amministrativo e difensivo. Solo pochi addetti rimasero e le parti disabitate e in disuso del castello si deteriorarono con il passare del tempo. Nel 1800, un catastrofico incendio distrusse tutte le parti in legno del castello, e la struttura venne del tutto abbandonata.
Per cercare di riqualificare il sito, Ödön Zichy, l'amministratore della proprietà (Kompossesorat), organizzò una fondazione che aveva lo scopo di fondare nel castello un museo regionale di Orava. La prima mostra si tenne presso Palazzo Thurzo nel 1868. Oggi il Museo di Orava è uno dei più antichi della Slovacchia. Le sue esposizioni più interessanti sono quelle della Cappella del Castello, della Sala dei Cavalieri e di diverse sale con arredi in stile d'epoca. Ulteriori punti salienti includono la pinacoteca, la sala delle armi e le collezioni scientifiche, etnografiche e archeologiche.

### Nosferatu

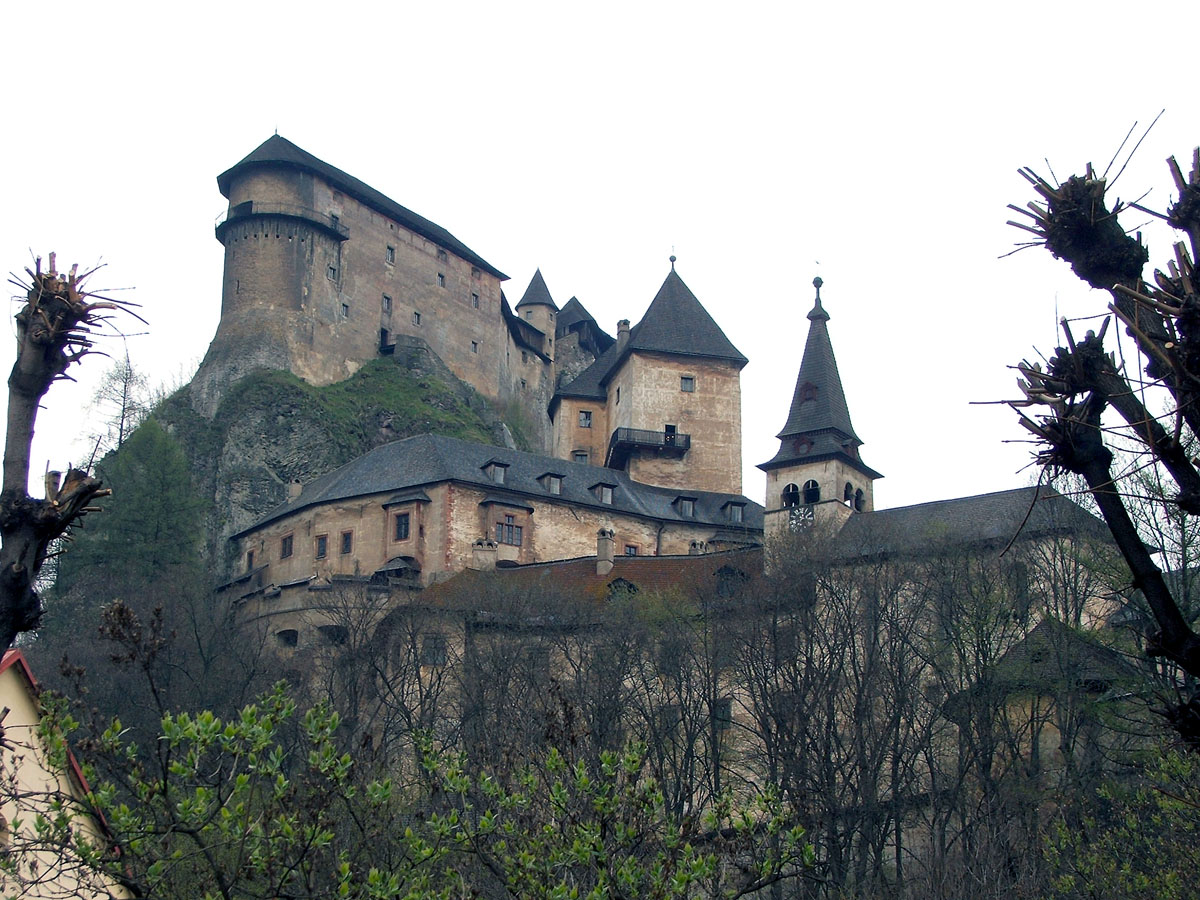
Il Castello di Orava, luogo delle riprese per la residenza del Conte Orlok in Nosferatu il vampiro del 1922

Nel 1922 il castello, le cui torri appuntite si innalzano su una strettissima lama di roccia, venne scelto dal regista Friedrich Wilhelm Murnau come una delle location per la sua versione cinematografica non autorizzata del romanzo Dracula di Bram Stoker, intitolata Nosferatu il vampiro.
Il castello è servito anche come residenza del conte Dracula nella miniserie Dracula del 2020, prodotta da Netflix.

## Galleria d'immagini

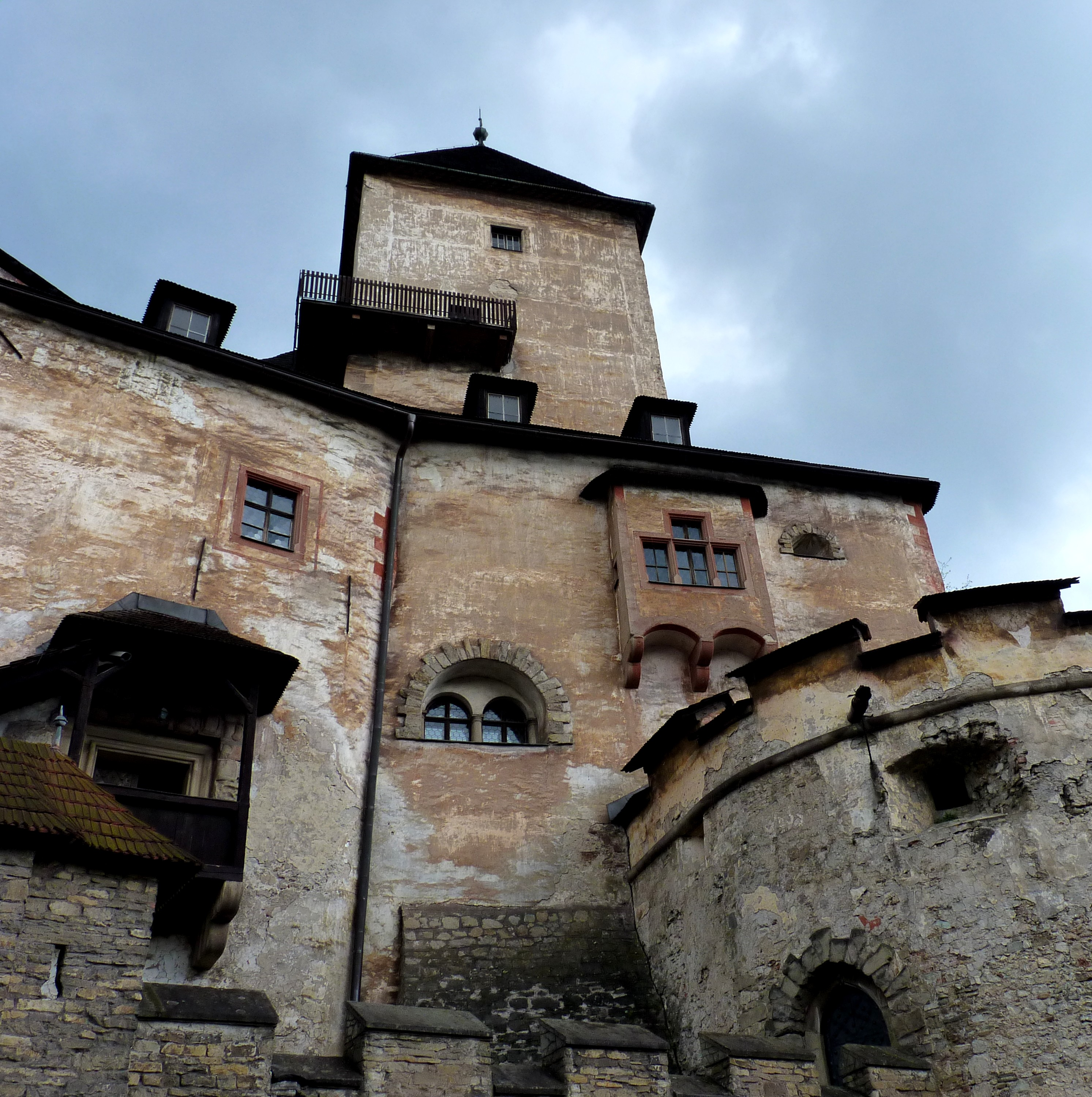
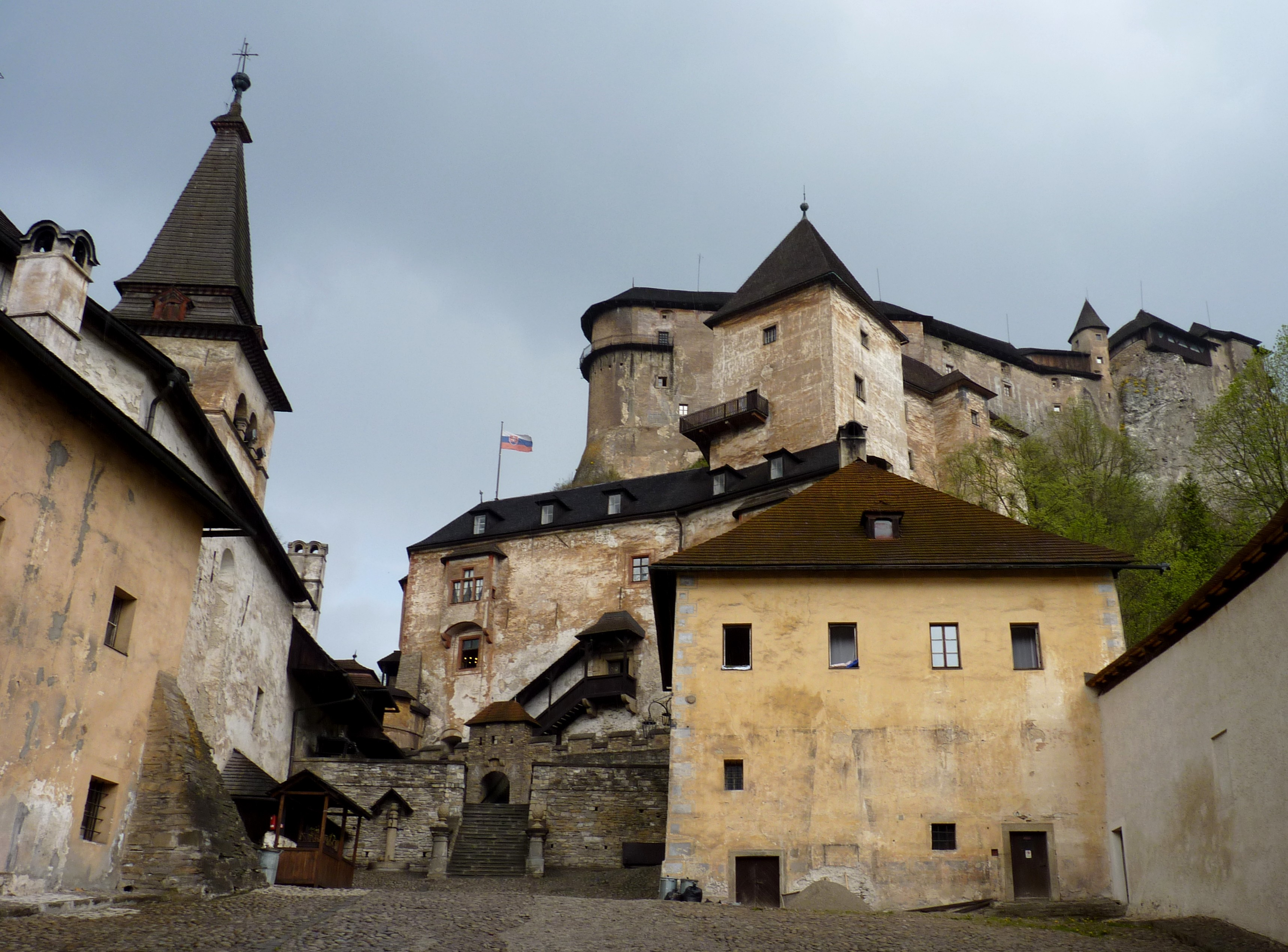
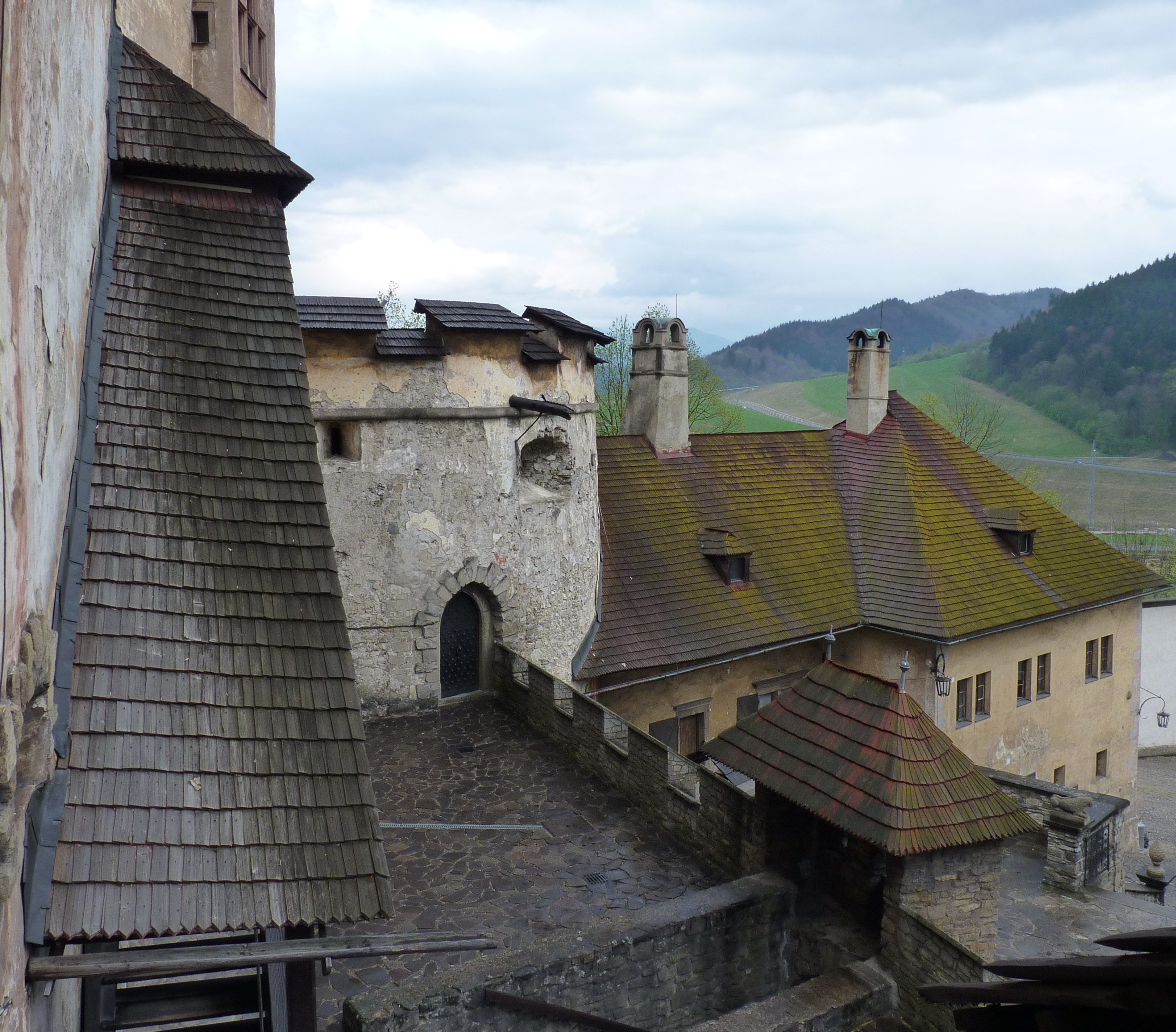
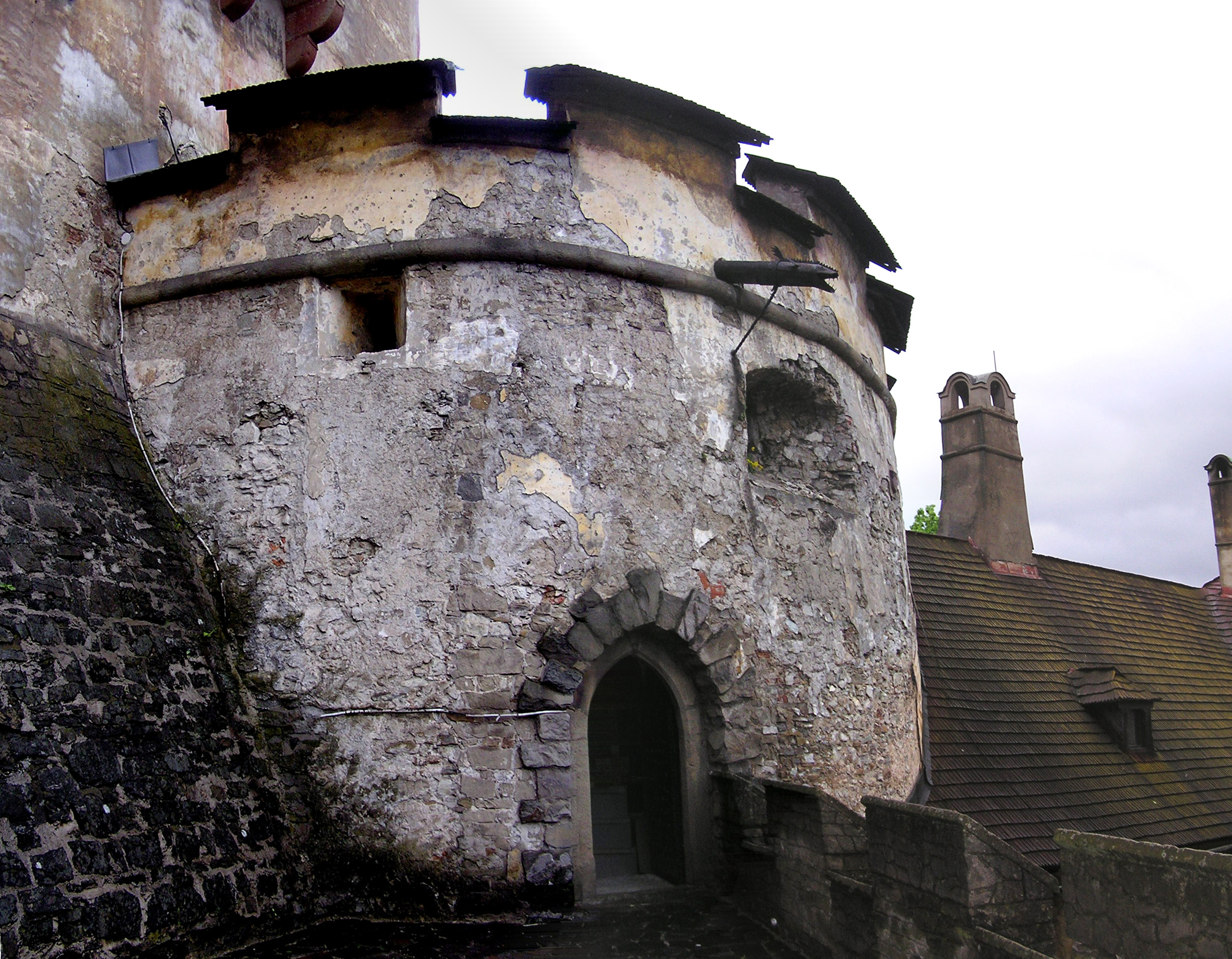
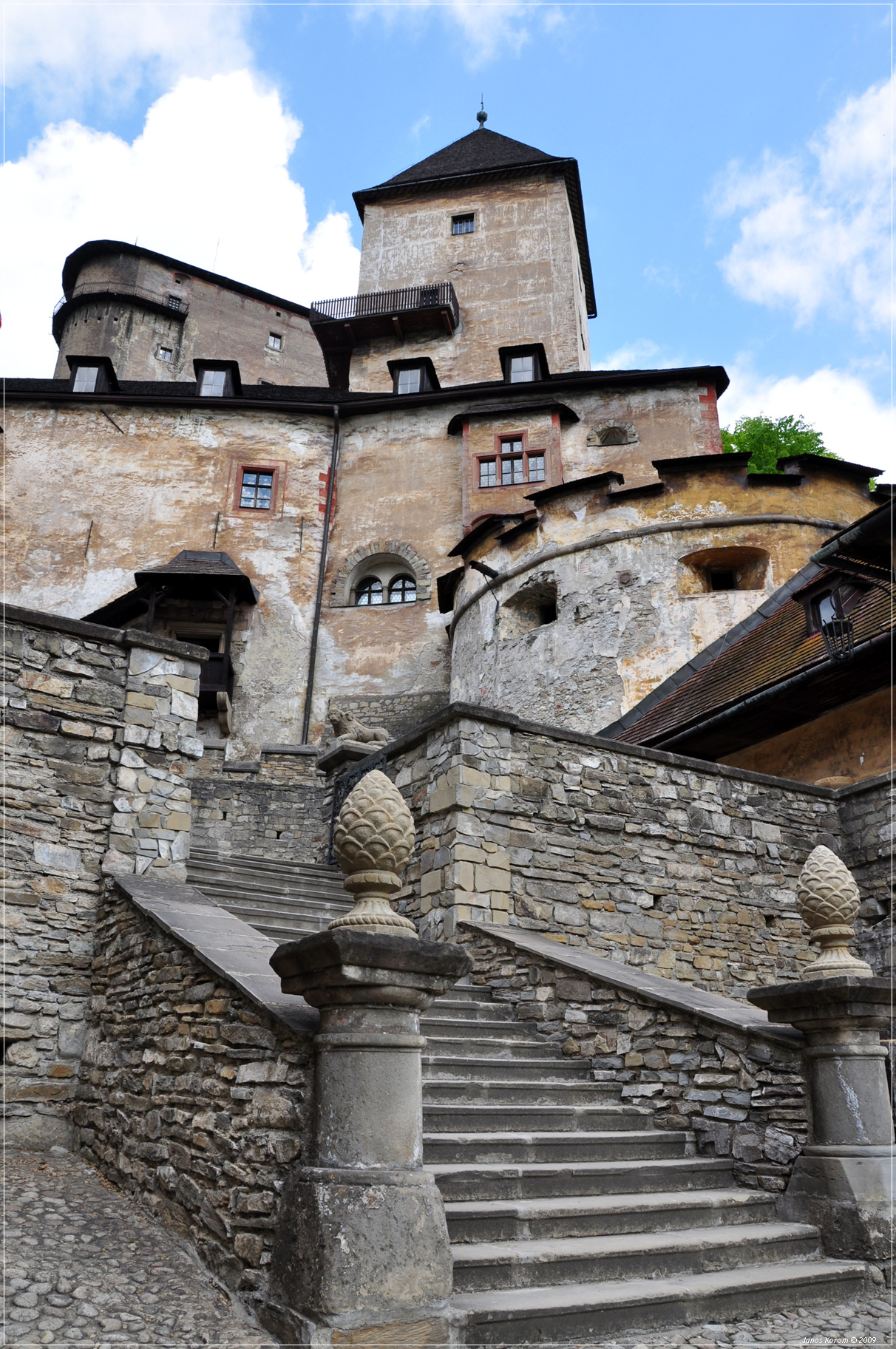
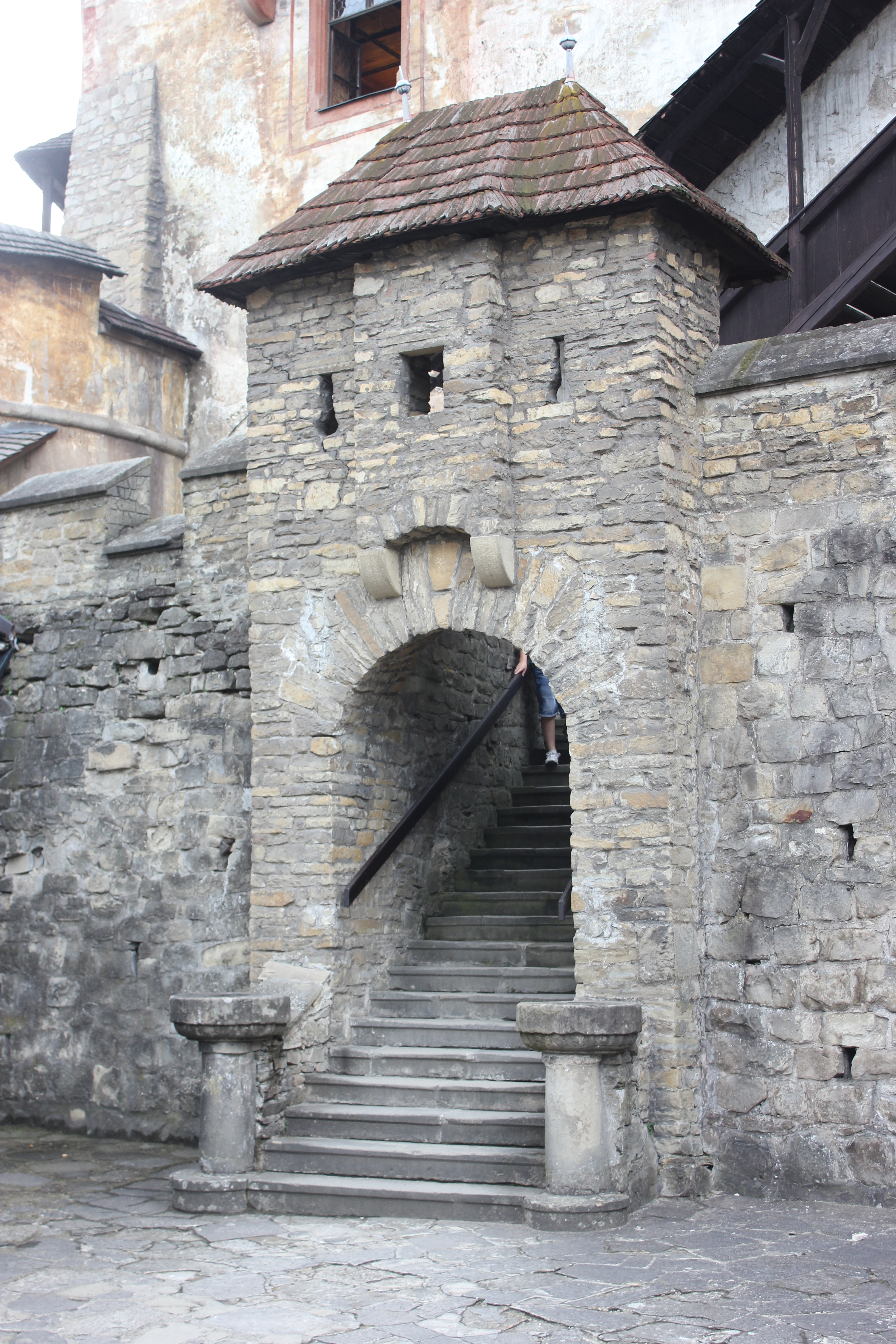
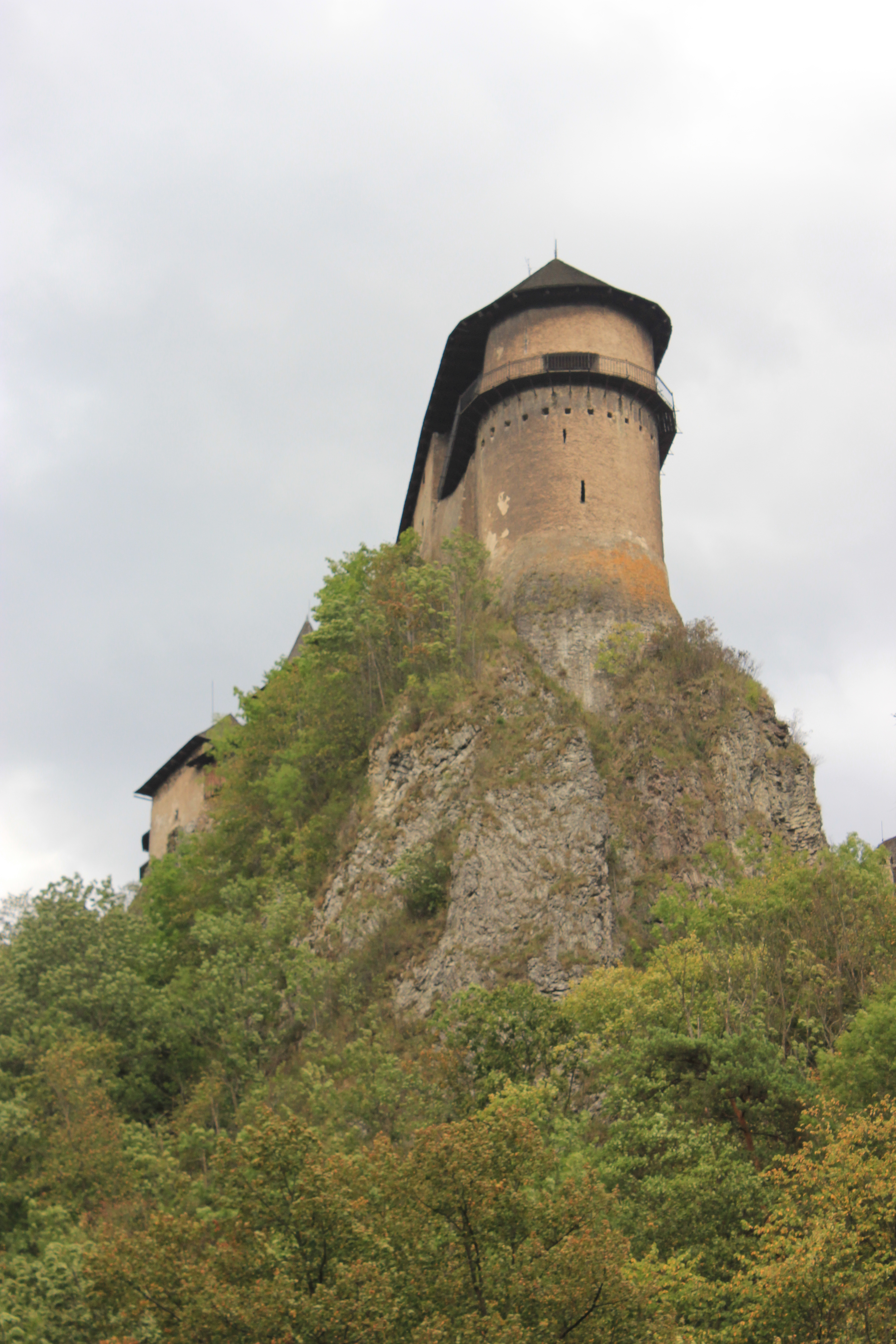
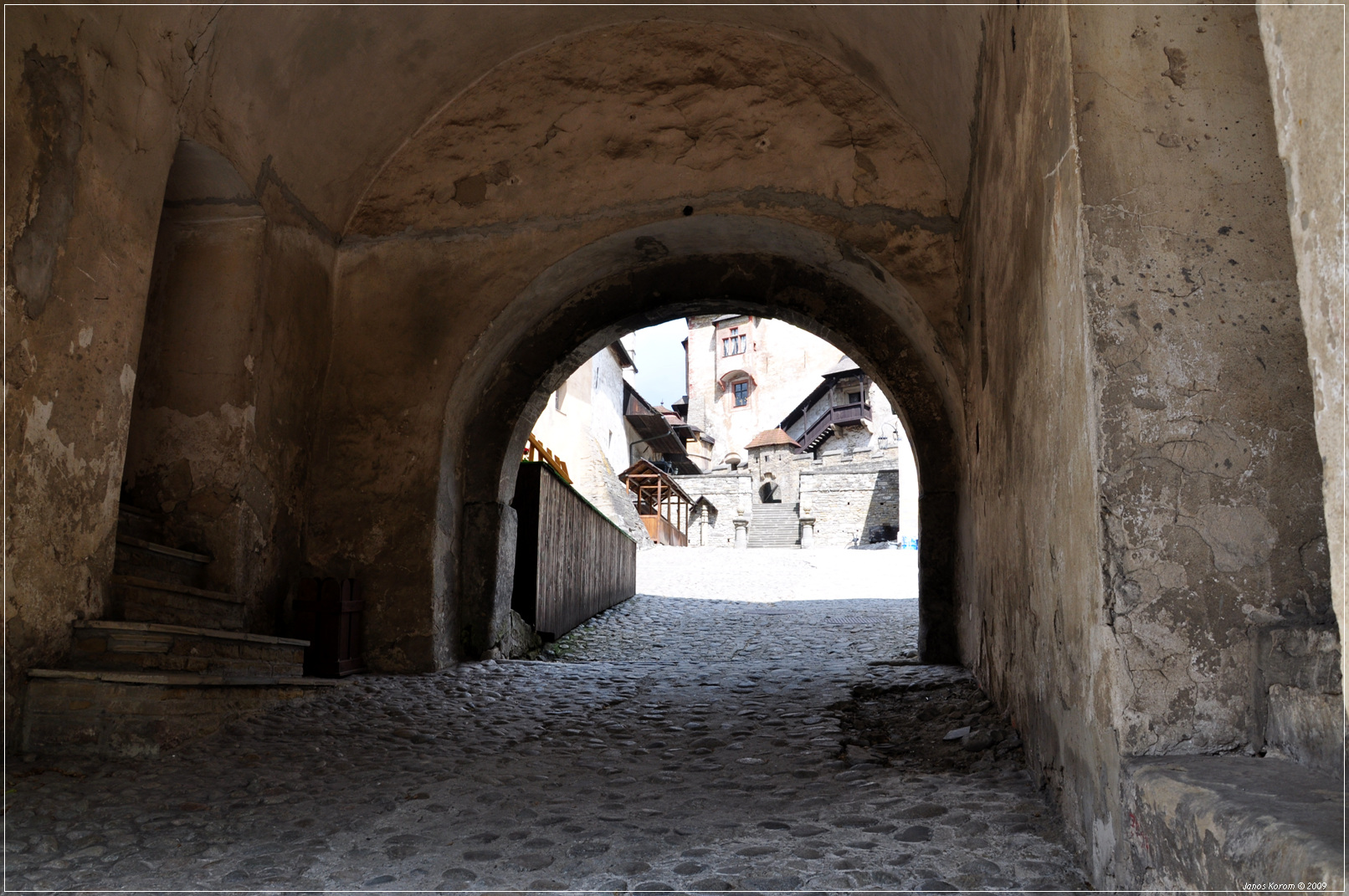
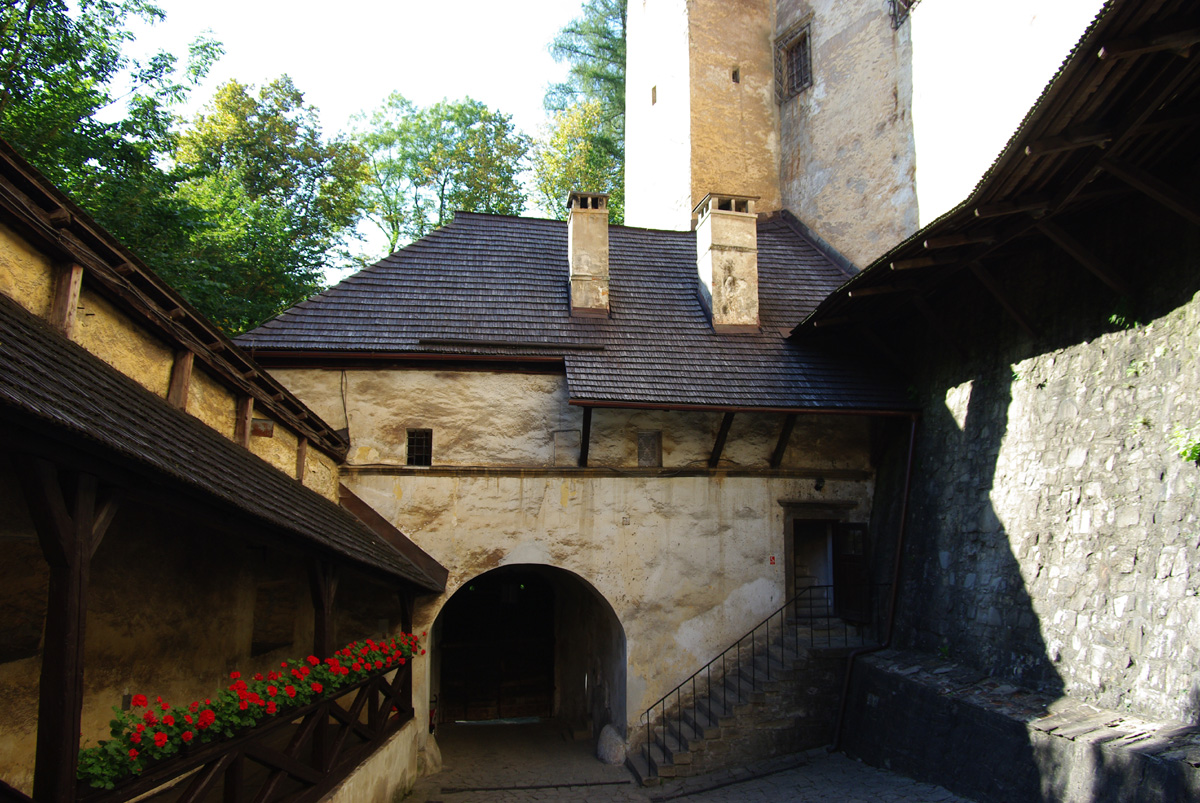
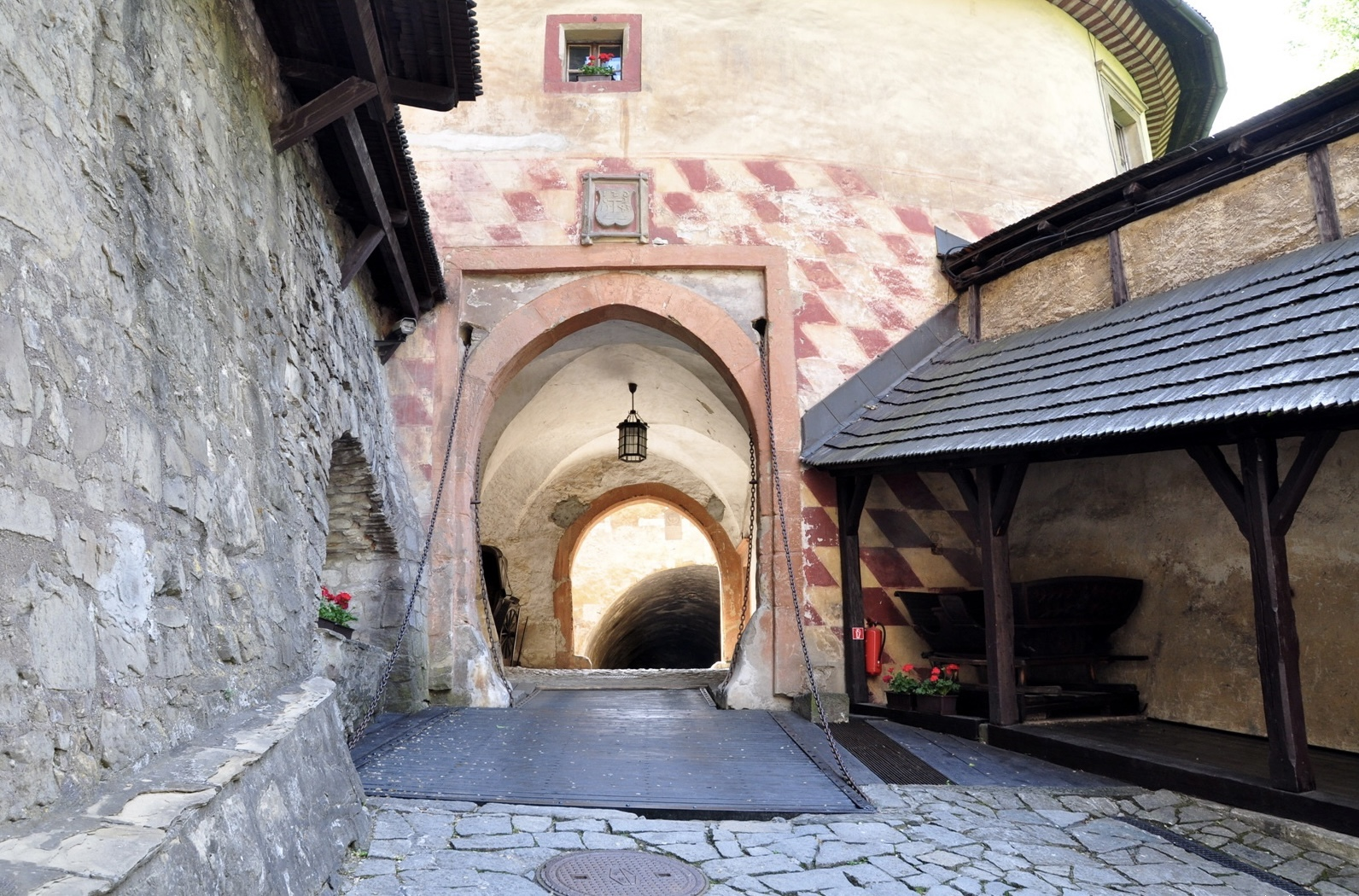
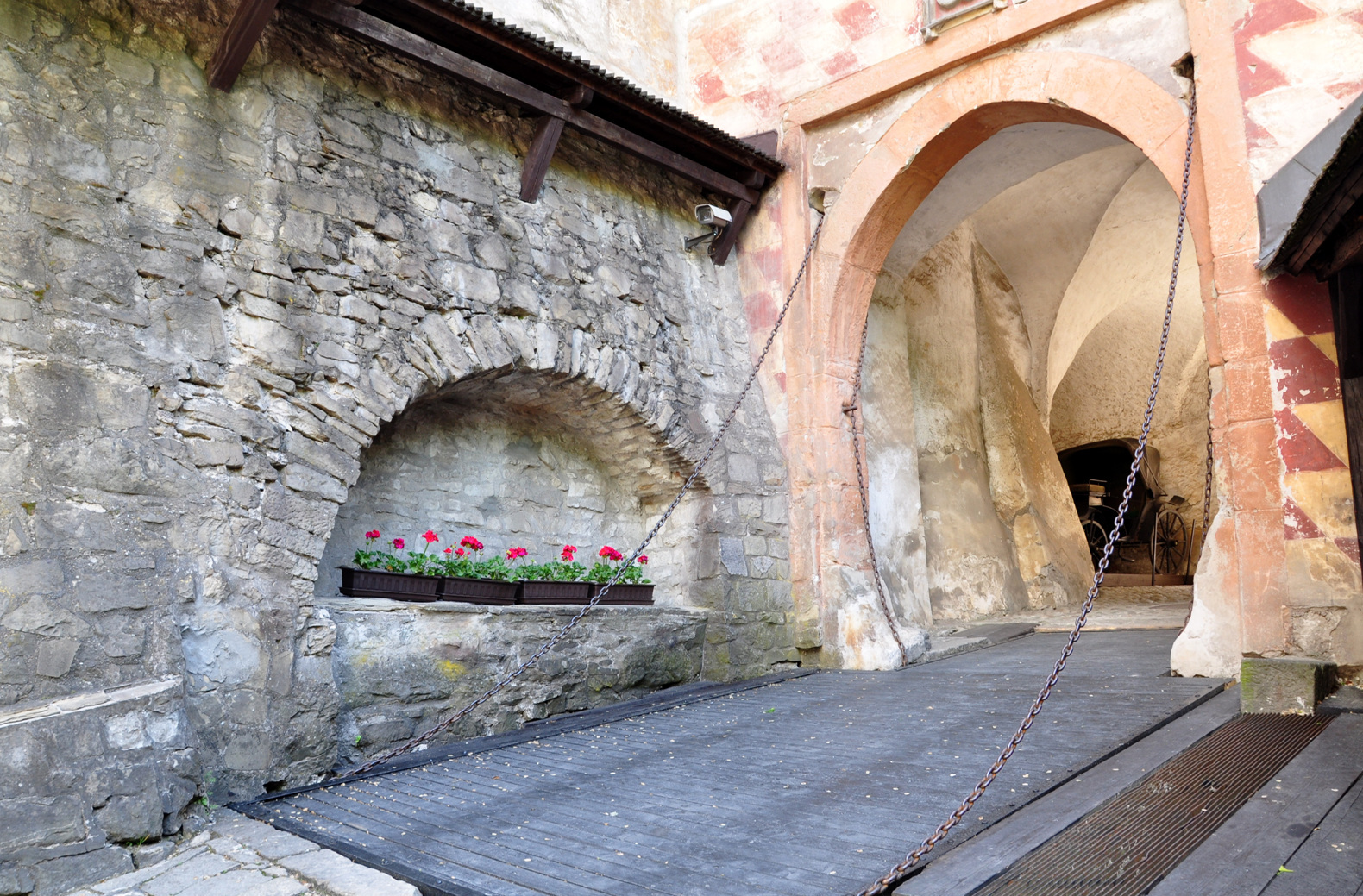
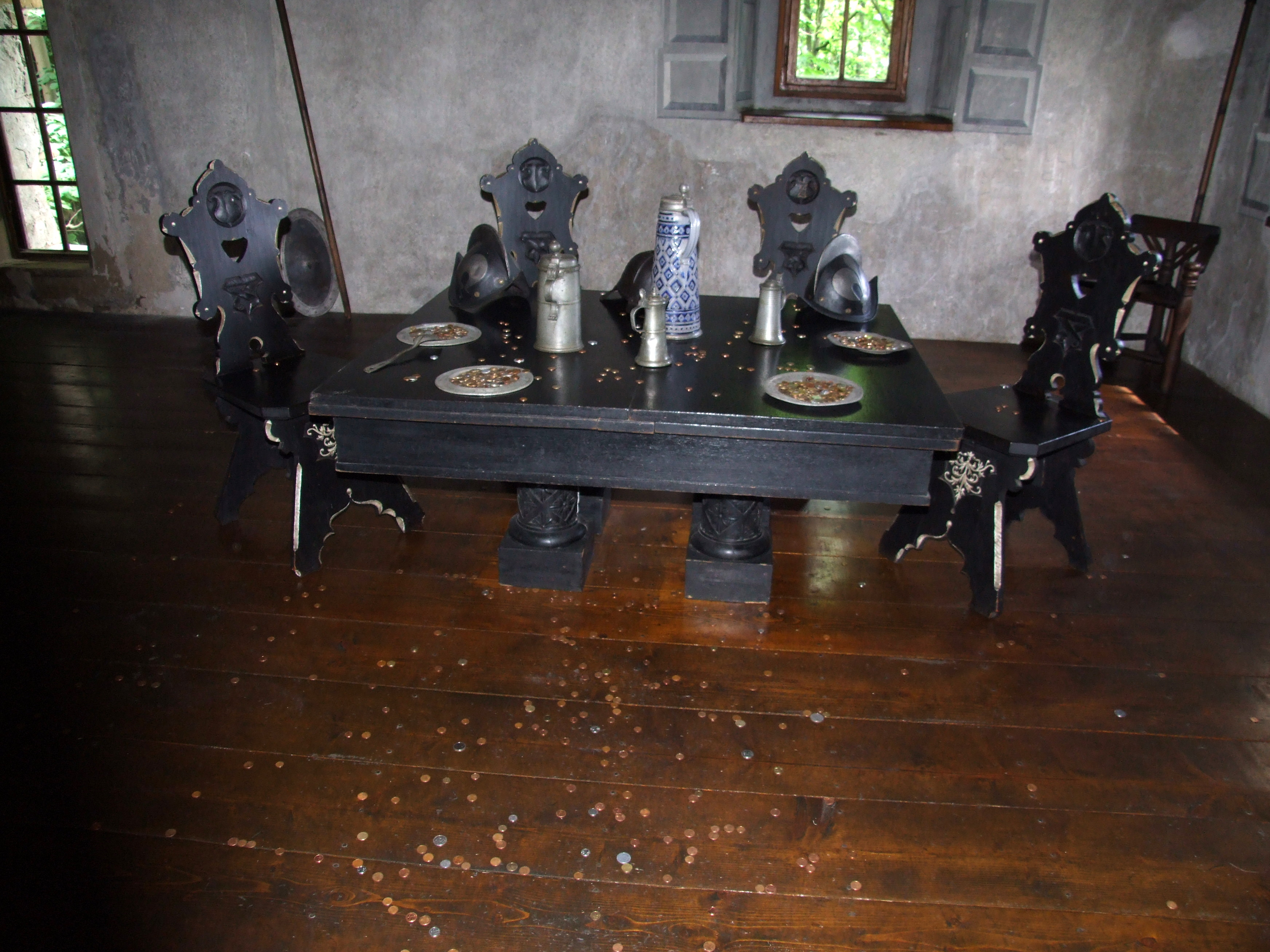
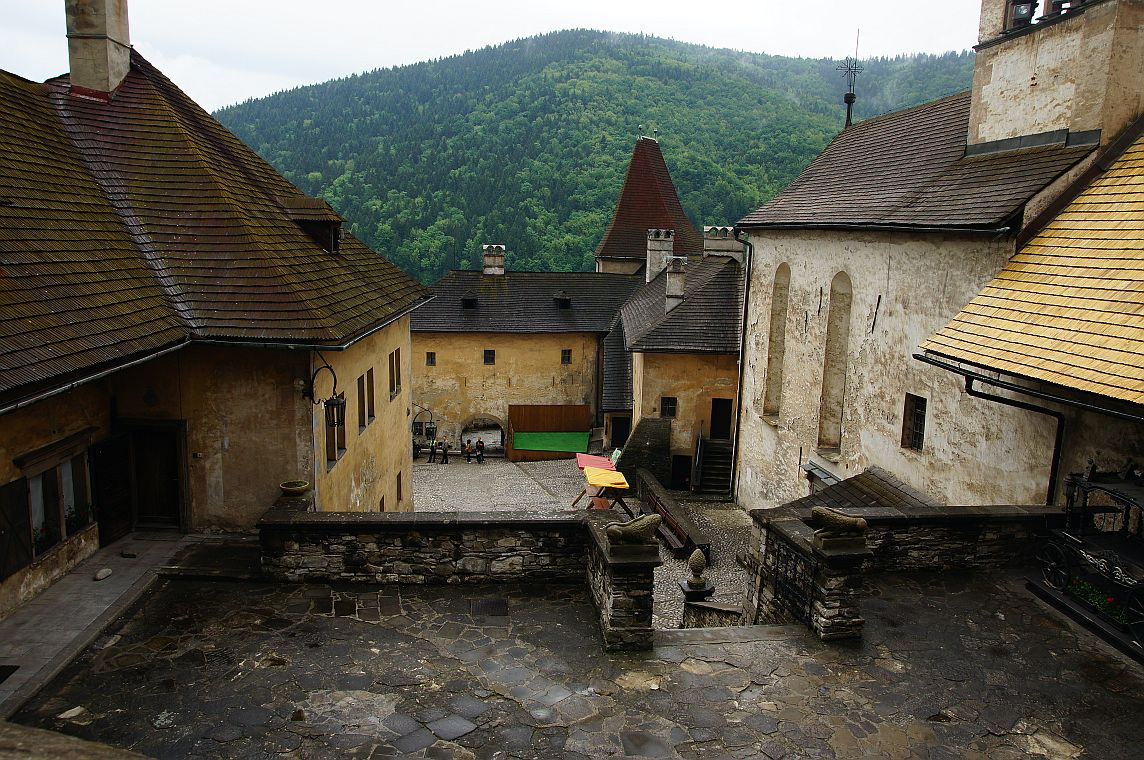
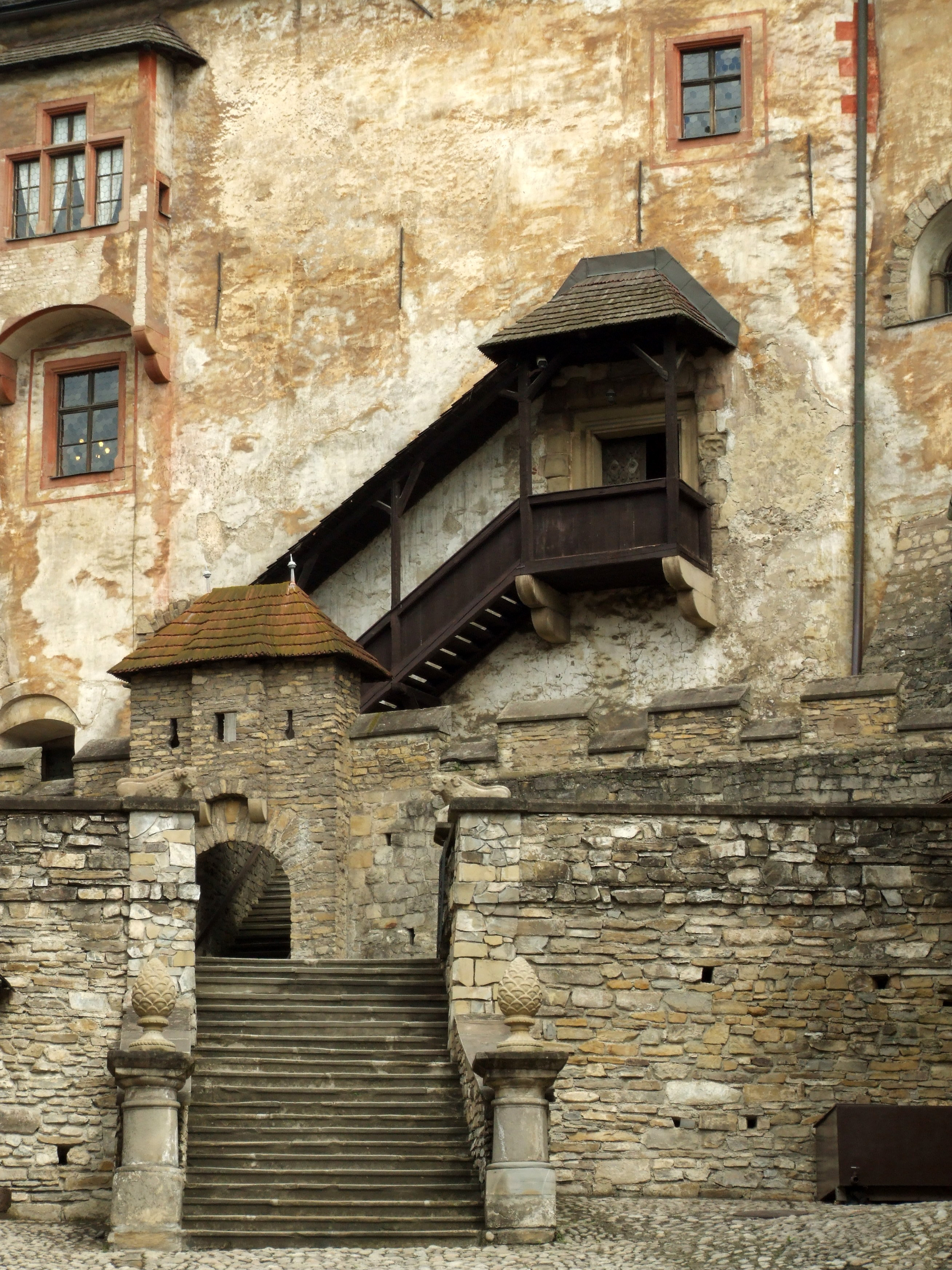
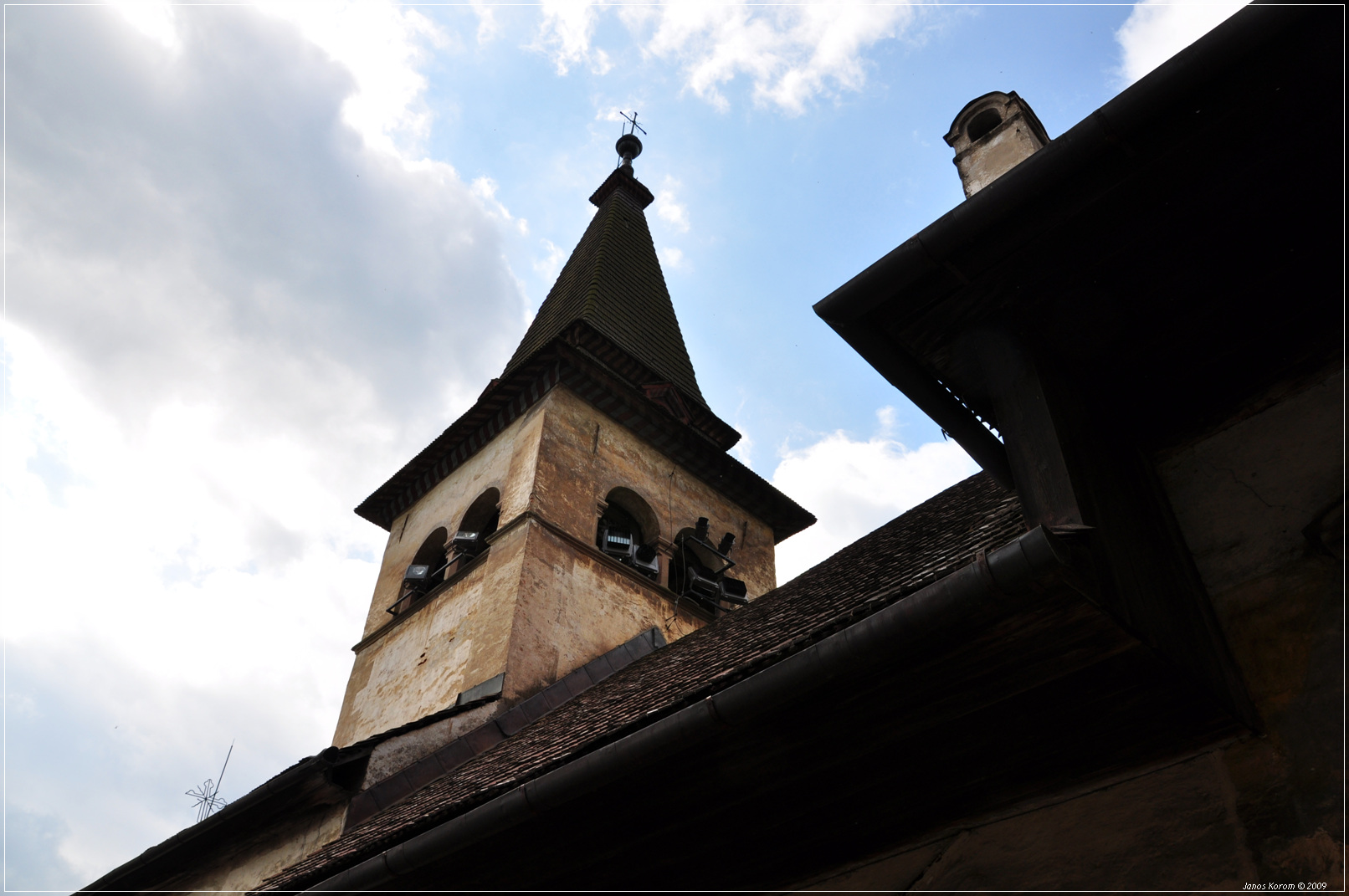
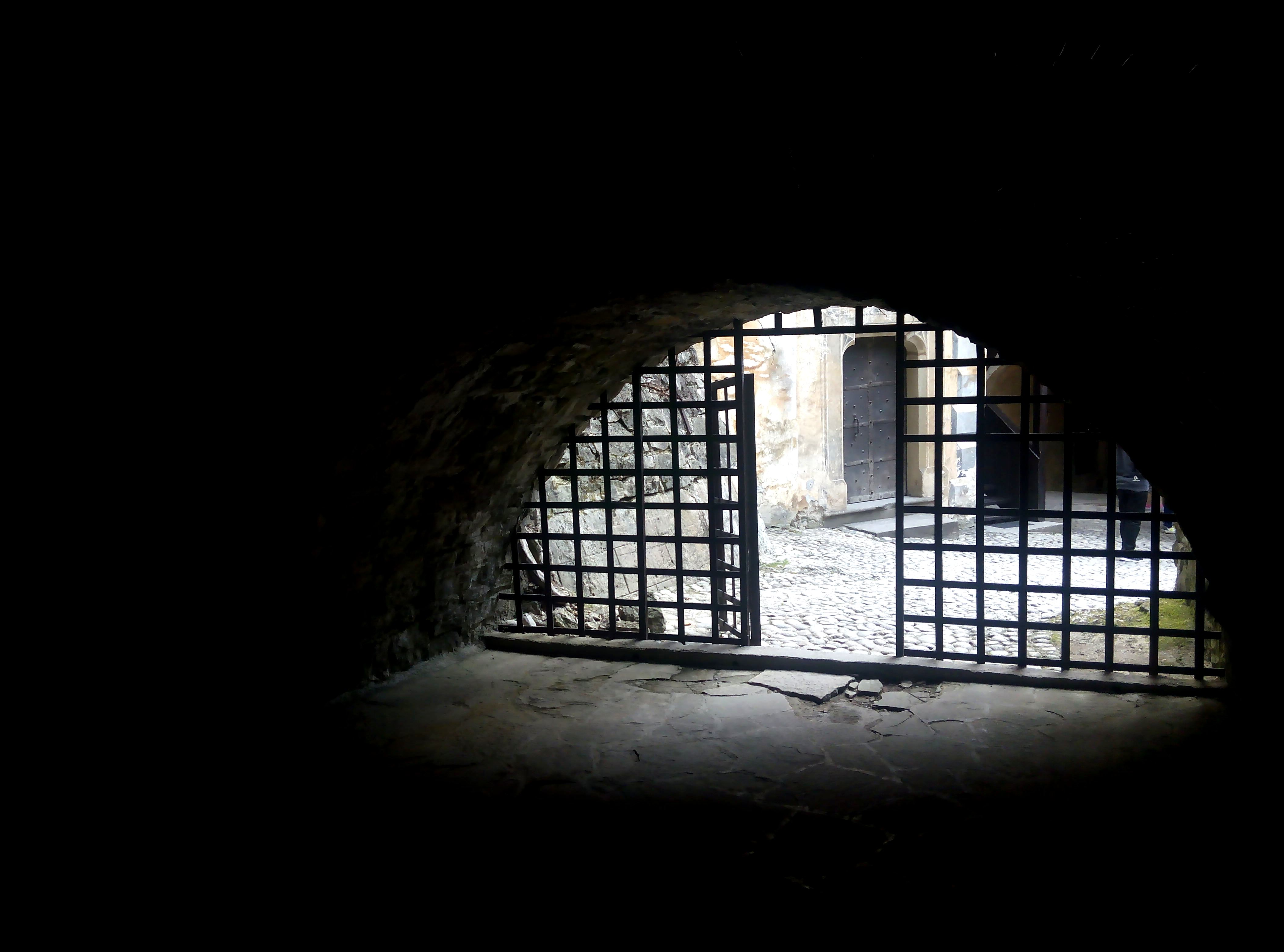